# Rosel Heim
Rosel Heim (* 17. November 1902 in Achern; † 14. November 1992 in Löffingen) war eine der ersten und erfolgreichsten Kosmetikerinnen, die ihre eigenen Produkte entwickelten, produzierten und Anwendungen konzipierten. Sie kritisierte die negativen Seiten der Massenkosmetik und warb für die Idee einer Kosmetik, die „die geistig-seelisch-körperliche Struktur des einzelnen Menschen“ berücksichtigt. Sie engagierte sich leidenschaftlich für das Berufsbild der Kosmetikerin, gründete dafür einen Fachverband und war viele Jahre in den Medien das Gesicht der deutschen Kosmetik.

## Leben
Rosel Heim wurde als Rosel Wölfle als jüngste von drei Geschwistern geboren. Ihr Vater war Bader, ihre Mutter Friseurin. Ihre Eltern betrieben einen Friseursalon. Heim begann 1920 ihre Berufsausbildung als Volontärin beim Friseur Klär und Schliemann in Karlsruhe. Dort kam sie zum ersten Mal mit Kosmetikpräparaten und Kosmetikanwendungen in Berührung. Sie arbeitete im Salon der Eltern und außerdem bei weiteren Stationen als Volontärin, schloss ihre Ausbildung zur Friseurin allerdings nicht ab. Ab 1925 arbeitete sie bei Helene Pessel in Wien, die damals schon ihre eigenen Kosmetikprodukte herstellte und vertrieb. Sie besuchte die Kosmetikschule Reichalda in Berlin und erhielt 1927 ihr Diplom als Kosmetikerin. Sie blieb in Berlin und arbeitete bei Elise Bock in ihrem Kosmetikinstitut Jofrina. In dieser Zeit lernte sie eigene Kosmetikpräparate zu konzipieren, herzustellen und anzuwenden.
Nach dem Tod ihrer Mutter kehrte Heim 1930 wieder nach Achern zurück, um mit ihrem Bruder den elterlichen Salon weiterzuführen. In Achern wurde ein zweiter Salon eröffnet. 1931 heiratete sie den Friseurmeister Otto Heim und arbeitete ab 1932 wieder enger mit Elise Bock zusammen. Sie entwickelte 1935 die erste Pflegeserie mit dem Namen „Rosel Heim“. Im selben Jahr entwickelte sie zusammen mit R. Strebel und der Firma Fuva in München die „Fuvana Maske“ – später die „goldene Maske“. 1935 wurde das erste Rosel-Heim-Kosmetikinstitut in Baden-Baden, Lange Straße 17, eröffnet.
Rosel Heim machte 1937 eine Ausbildung zur Visagistin bei Fernand Aubry in Paris und erlangte 1939 das Kosmetik-Diplom der West End Academie, London.
1939 wurde das „Rosel Heim Institut“ in Stuttgart in der Königstraße 35 eröffnet, das bei einem Luftangriff 1944 zerstört wurde. 1945 wurde das „Rosel Heim Kosmetikinstitut“ in Baden-Baden, Lange Straße 17 wiedereröffnet. 
1949 wurden ihre Kosmetikprodukte durch Walter Friedmanns Firma Sans Soucis auf Grundlage eines Lizenzvertrages hergestellt. Ab 1950 machte sie zahlreiche nationale und internationale Vortragsreisen.
Am 1. Mai 1951 gründete sie den „Deutschen Fachverband der Kosmetikerinnen“ in Baden-Baden und wurde die erste Vorsitzende. Zu den Zielen des Verbandes gehört es, Richtlinien für die Ausbildung in der Kosmetik zu erarbeiten und eine gesetzliche Grundlage für den Beruf der Kosmetikerin zu schaffen. Im Juni 1951 brachte der Verband die „Kosmetikerinnen-Fachzeitung“ als „offizielles Verbandsorgan“ heraus. Verleger war Verbandsmitbegründer Norbert Tessner. Noch im selben Jahr erfolgte die Gründung des „Lindauer Kreises“, einem internationalen Arbeitskreis für Kosmetik.
1954 folgte auf Einladung von Curt Goetz und Valérie von Martens eine Vortragsreise in die USA, u. a. nach New York, Columbia-Universität.
In Baden-Baden wurde 1956 das „Haus der Schönheit“ als Zentrum der Aus- und Weiterbildung eröffnet. 1958 kaufte Heim die „Molkenkur“ in Baden-Baden und machte sie zum Treffpunkt der internationalen Kosmetik. Im Jahr 1969 wurde sie zum Ehrenmitglied des Bundesverbandes deutscher Kosmetikerinnen ernannt.  
1977 erhielt sie für ihr Lebenswerk das Bundesverdienstkreuz.
1983 kam es zur Eintragung der Marke „Rosel Heim“. 1990 entwickelte sie gemeinsam mit ihrer Tochter eine neue Arbeitsmethode in der Kosmetik, die Regulative Hauttherapie. 
1996 kam es zur Eintragung der Marke „Rosel Heim nature+science“.
Im Jahr 2000 wurde zu ihrem Gedenken von der Stadt Baden-Baden eine Büste vor der Molkenkur aufgestellt.

## Bildergalerie

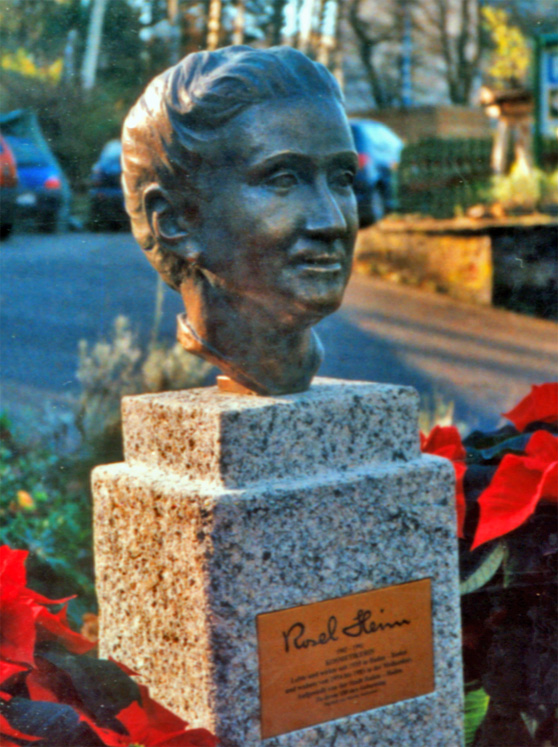
Rosel-Heim-Büste vor der Molkenkur in Baden-Baden
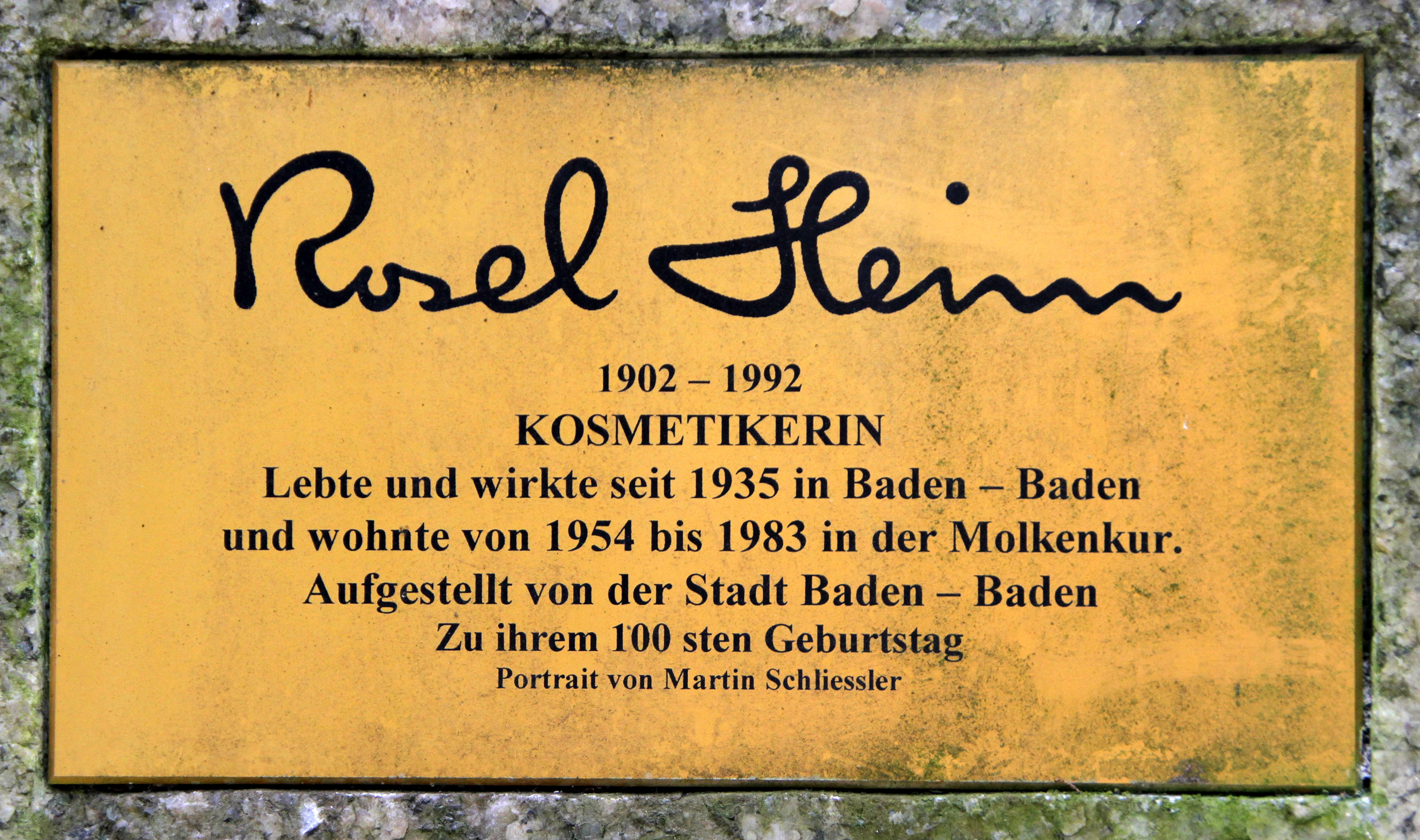
Inschrift der Rosel-Heim-Büste vor der Molkenkur in Baden-Baden